# 유한굉
유한굉(劉漢宏, ? ~ 887년?)은 중국 당나라 말기에 활약했던 군벌로, 당초에는 당나라에 반기를 들었으나, 후에 당나라의 관직을 받고 의승군 절도사(義勝軍節度使, 본거지는 지금의 저장성 사오싱 시)로서 절강 동부 일대를 지배하였다. 이후, 여러 차례에 걸쳐 절강 서부 일대의 정복을 시도하였으나, 그때마다 전류와의 전투에서 패배를 거듭하였다. 최후에는 전류에게 패배하여 사로잡혀 전류의 상사였던 동창에게로 압송되어 처형되었다.

## 생애

### 당나라에 반기를 들다
유한굉은 연주(兗州, 지금의 산둥성 지닝 시의 현급시 옌저우 시) 출신이라는 것 이외에는, 출생 연도와 가문 배경 등에 관해서는 알려진 것이 없다. 879년, 유한굉은 당시 형남절도사(荊南節度使, 본거지는 지금의 후베이성 징저우 시) 겸 남면행영초토도통(南面行營招討都統)으로 있던 재상 왕탁의 휘하에 속하여 강릉부(江陵府, 지금의 후베이 성 징저우 시 장링 현. 형남절도사의 본거지)에 주둔하고 있었다. 당시 왕탁은 유력 변민군(變民軍) 수령 황소에 대한 작전을 감독하고 있었는데, 이 무렵 부도통(副都統) 이계(李係)가 담주(潭州, 지금의 후난성 창사 시)에서 황소군에게 패배하였다는 소식을 듣고 두려워하고 있었다. 그 때는 각지의 여러 군대가 아직 현지에 집결하지 않은 상태였기 때문에, 강릉에 있던 병력 수는 1만 명에도 못 미치는 실정이었다. 그는 유한굉에게 강릉의 수비를 맡기고 자신은 산남동도 절도사(山南東道節度使, 본거지는 지금의 후베이성 샹양 시) 유거용(劉巨容)의 군대와 합류한다는 명목으로 그곳을 떠나 북상하였다.
그러나 막상 왕탁이 강릉을 떠나자, 유한굉은 당나라 조정 측에 대하여 반란을 일으켰다. 그리고 강릉을 대대적으로 약탈하고 방화하여 초토화시켰다. 이에 현지 주민들은 산골짜기 속으로 달아나 숨어 버렸다. 이후 유한굉은 그의 군대를 이끌고 북쪽으로 돌아가서 반정부 세력이 되었다. 그의 군대는 세력이 점점 강대해져서, 880년 5월 당시에는 송주(宋州, 지금의 허난성 상추 시)와 연주 일대를 침공하여 그 사이의 지역을 약탈하고 있었다. 급기야, 그 해 5월 10일에 당시 재위 중이었던 황제인 당 희종은 인근 번진(藩鎭)들에 명하여 군대를 출동시켜 그를 토벌하게 하였으나, 그를 상대로 큰 효과를 보지 못했다. 이후, 그는 6월 중에 남쪽을 향해 진격하여 신주(申州)와 광주(光州) 일대를 약탈하였다. (신주와 광주는 지금의 허난성 신양 시에 있었다.) 그러나 후에 그는 당나라 조정 측에 항복을 신청하였고, 당 희종은 이를 받아들여 그 해 7월 16일에 그를 숙주자사(宿州刺史, 지금의 안후이성 쑤저우 시)에 임명하였다.

### 절동지방을 점거하다
그러나 유한굉은 조정에서 자신을 겨우 한 주의 자사(刺史)로 임명한 것을 원망했다고 전해진다. 마침 880년 중에 당시의 절동관찰사(浙東觀察使, 본거지는 지금의 저장성 사오싱 시) 유도(柳瑫)가 이유가 불분명한 죄를 범하여 조정으로부터 처벌을 받게 되면서, 조정에서는 그 해 11월 4일에 유한굉을 절동관찰사로 임명하여 이를 대신하게 하였다.

### 절강동부 일대의 지배자로서

#### 절동관찰사 시대
유한굉은 절동 지방을 점거하자마자, 인근 절서(浙西, 본거지는 지금의 장쑤성 전장 시, 또한 진해군(鎭海軍) 번진으로 알려져 있다) 지방 역시 탈취하여 병탄하려고 기도하였다. 882년 8월, 그는 그의 동생 유한유(劉漢宥)와 마보도우후(馬步都虞侯) 신약(辛約)을 파견하여 2만 명의 병력을 가지고 서릉(西陵, 지금의 저장성 항저우시 샤오산 구 서쪽)에 주둔하게 하였다. 항주자사(杭州刺史, 지금의 저장성 항저우시) 동창은 그의 장수인 도지병마사(都知兵馬使) 전류를 파견하여 유한유와 신약을 막게 하였다. 8월 13일 밤, 전류는 안개 속의 야음을 틈타 은밀히 첸탕강(전당강)을 건너 절동군의 진지를 습격하여, 절동군을 대파시켰다. 이 전투에서 절동군은 대다수가 죽임을 당하였고, 유한유와 신약은 달아났다.
882년 10월, 유한굉은 등고진장(登高鎭將, 지금의 위치는 불명) 왕진(王鎭)을 파견하여 7만 명을 이끌고 서릉에 주둔시켜 절서 지방의 탈취를 재차 시도하였다. 전류는 또다시 전당강을 건너 왕진을 습격하여 그를 대파시켰다. 이 전투에서 절동군 1만여 명이 피살되거나 포로가 되었다. 이때, 전류는 유한굉이 보직 임명한 여러 각급 장수들의 가짜 칙서(=임명장) 2백여 통을 입수하였다. 왕진 또한 제기(諸曁, 지금의 저장성 사오싱 시의 현급시 주지 시)로 달아나 버렸다.
883년 3월, 유한굉은 그의 군대를 파견하여 황령(黃嶺)・암하(巖下)・정녀(貞女) 3진(鎭)에 진주, 분산 배치시켰다. (암하진과 정녀진은 모두 지금의 항저우시 샤오산 구 서남단, 황령진은 최북단에 각각 위치해 있었다.) 전류는 부춘(富春, 지금의 저장성 항저우시의 현급시 푸양 시)에서 항주 8도(杭州八都)의 군대를 이끌고 출격하여 황령진을 함락시키고, 암하진장 사변(史弁)과 정녀진장 양원종(楊元宗) 또한 사로잡았다. 이어서 그는 제기에 주둔해 있던 유한굉의 정예부대를 격파하였고, 유한굉은 달아났다.
883년 10월, 유한굉은 10여 만 명의 대병력을 거느리고 서릉을 출격하여 또다시 동창에 대한 공격을 시도하였다. 이에 전류는 10월 25일에 다시 전당강을 건너 이를 요격하여 그를 대파시켰다. 이 참패는 유한굉이 요리사(또는 어부)의 복장으로 갈아입고 회칼을 들고 달아나야 했을 정도로 그에게 있어서는 너무나도 통렬한 패배였다. 하지만, 그는 그 다음날인 10월 26일에 패잔병들을 모아 4만 명의 병력을 가지고 전류와 재차 교전을 벌였으나, 또다시 패배하였다. 이 전투에서 그의 동생 유한용(劉漢容)과 신약이 죽임을 당했다.

#### 의승군 절도사 시대
그 동안, 유한굉은 수년간에 걸쳐 당 희종에게 많은 공물들을 보냈고, 이에 희종은 883년 12월에 절동관찰사를 절도사로 승격시켜 의승군(義勝軍)의 새로운 군호(軍號)를 하사하고, 유한굉을 의승군 절도사로 임명하였다.
884년 3월, 무주(婺州, 지금의 저장성 진화 시)의 변민군(變民軍) 수령 왕진(王鎭, 유한굉이 882년에 동창을 치러 파견했던 왕진과의 동명이인 여부는 불명)이 자사 황갈(黃碣)을 사로잡아 전류에게 투항해 버린 사건이 일어났다. 유한굉은 그의 장수 누뢰(婁賚)를 파견하여 왕진을 쳐서 죽이고 그를 대신하게 하였다. 이에 맞서, 전류는 포양진장(浦陽鎭將, 지금의 저장성 진화 시 푸장 현) 장괴(蔣瓌)의 군대와 합세하여 무주를 향해 진격하였다. 그들은 누뢰를 공격하여 그를 가지고 사로잡아 돌아갔다.

### 패망
886년 10월, 동창은 전류에게 의승군 번진을 함락시킬 수만 있다면 항주를 그에게 주겠다고 제의해 왔다. 전류는 이에 동의하였고, 유한굉이 멸망하지 않았다면 그가 항주에 해독을 끼치지 않았을 것이라는 점을 강조하였다. 이에 따라 전류는 그의 군대를 이끌고 산길을 개척하며 전진해 나아가면서, 동쪽에서 의승군의 각 부대들을 공격함으로써 그들을 경악시켰다. 이에 의승군의 장수 포군복(鮑君福)은 그가 인솔하는 부대를 이끌고 전류에게 항복하였다. 전류는 의승군의 잔여부대와 교전을 계속하여, 여러 차례에 걸쳐 그들을 격파했다. 그 해 11월 11일, 그는 의승군 번진의 본거지인 월주(越州)를 함락시켰고, 유한굉은 대주(臺州, 현 저장성 타이저우 시)로 달아났다.
월주에 입성한 전류는 유한굉의 모친과 아내를 주둔지에서 참수하였다. 한편, 유한굉이 대주에 도착하자, 대주자사 두웅(杜雄)은 그를 환영하는 잔치를 열었고, 그의 부대를 유인하여 모두 술에 취하게 한 다음, 그를 사로잡아 동창에게로 압송하였다. 동창은 그를 참수하였다. 동창은 의승군 번진을 접수하였고, 항주를 전류에게 넘겨주었다.

## 주해 및 출전
1. ↑  대만 중앙연구원 중국력(中國曆) ↔ 서력(西曆) 변환기
2. 1 2 3  《자치통감》권256.
3. ↑  《자치통감》에 의하면, 유한굉은 886년에 거의 해당하는 태음년의 12월에 사로잡혀 처형되었다. 그러나 그 12월은 전반적으로는 거의 887년 1월 안에 맞아 떨어진다.
4. 1 2 3  《신당서》권190.
5. 1 2  《자치통감》권253.
6. ↑  《자치통감》권254.
7. 1 2 3 4 5 6  《자치통감》권255.

- 《신당서》권190
- 《자치통감》권253・254・255・256.

| 전임 유도(柳瑫) | 절강동도 관찰사 880년 ~ 883년 | 후임 의승군 절도사로 승격 |

| 전임 절강동도 관찰사에서 승격 | 의승군 절도사 883년 ~ 887년 | 후임 동창 (위승군으로 군호 변경) |